# PGC 45918
NGC 5011B ist eine  linsenförmige Galaxie vom Hubble-Typ S0 im Sternbild Zentaur, die etwa 137 Millionen Lichtjahre von der Milchstraße entfernt. Sie bildet zusammen mit den Nicht-NGC-Objekten PGC 45847 (auch NGC 5011 A genannt) sowie PGC 45917 (NGC 5011 C) eine optische Galaxiengruppe.